# Sous le ciel de Paris (film)
Pour les articles homonymes, voir Sous le ciel de Paris.
Pour plus de détails, voir Fiche technique et Distribution.
Sous le ciel de Paris est un film français réalisé par Julien Duvivier et sorti en 1951.

## Synopsis
Sous le ciel de Paris, durant une journée, grands et petits événements  se produisent dans la vie de quelques personnes dont les destins vont s'entremêler. Une pauvre vieille demoiselle, après avoir cherché, en vain, toute la journée de quoi nourrir ses chats qui affamés l’attaquent , reçoit la récompense inespérée d’une mère qui, grâce à elle, a retrouvé le soir sa petite fille égarée depuis le matin. Une jeune fille, rêvant au grand amour, refuse celui de son ami d’enfance pour finir sous les coups de couteau d’un sculpteur sadique. Ce dernier est abattu par un policier qui a accidentellement blessé un ouvrier qui rentrait chez lui après l'heureuse issue d'un mouvement de grève. Le blessé est sauvé grâce à la première opération à cœur ouvert pratiquée par un jeune chirurgien qui vient d'être recalé à son examen d'internat… Sous le ciel de Paris, tout ne finit pas vraiment comme le dit la chanson du film qui clôt le film alors que Bouboule va à la pêche :
  Si Georges Forestier a réussi son opération , « Mon amie Denise »   , ainsi appelée sur une affiche publicitaire pour la parfum  « surprise » signée par son ami Armand Mestre, et qui avait un billet de loterie gagnant de 40 millions dans son sac, a été assassinée. Le « journal du dimanche » titre sur la même page ces deux événements . L’affiche publicitaire sous entend que Denise est l’amie de celui qui la lit, la signature d'Armand Mestre est discrète.

## Fiche technique
- Titre : Sous le ciel de Paris
- Réalisation : Julien Duvivier
- Scénario : Julien Duvivier
- Dialogues : René Lefèvre
- Auteur du commentaire : Henri Jeanson
- Assistants réalisateur : Georges Régnier et Pierre Heuline
- Photographie : Nicolas Hayer
- Photographe de plateau : Roger Corbeau
- Son : Jean Roberton
- Musique : Jean Wiener (Éditions Choudens)
- Direction d’orchestre : Ernest Guillou
- Chansons : 
  - Sous le ciel de Paris, interprétée par Jean Bretonnière, paroles de Jean Dréjac et musique d’Hubert Giraud
  - Cœur de Paris, interprétée par André Claveau, paroles de René Rouzaud et musique de Jean Wiener
- Décors : René Moulaert assisté d'Yves Olivier
- Costumes : Christian Dior
- Maquillages : Serge Groffe
- Accessoires : Jean Dumousseau
- Montage : André Gaudier
- Scripte : Denise Morlot
- Régie : Georges Testard
- Pays de production :  France
- Producteurs : Pierre O'Connell, Arys Nissotti
- Directeur de production : Louis de Masure
- Sociétés de production : Regina Films (Paris) - Filmsonor (Paris)
- Distributeur : Filmsonor SA
- Tournage : Paris Studio Cinéma (Boulogne-Billancourt, Hauts-de-Seine)
- Tournage extérieur : Paris
- Langue de tournage : français
- Format : noir et blanc — 1.33:1 — son monophonique (Western Electric Sound System) — 35 mm
- Laboratoires : LTC (Saint-Cloud, Hauts-de-Seine)
- Effets spéciaux : LAX
- Genre : comédie dramatique
- Durée : 105 minutes
- Date de sortie : France - 28 mars 1951
- Affiche : René Péron (France)

## Distribution
- François Périer (voix off) : le narrateur
- Brigitte Auber : Denise Lambert, « Mon amie Denise », 20 ans
- Sylvie : Mlle Perrier
- Daniel Ivernel : Georges Forestier, interne à l'Hôtel-Dieu
- Jean Brochard : Jules Hermenault, ouvrier en grève
- Christiane Lénier : Marie-Thérèse, l'amoureuse de Georges
- Raymond Hermantier : Mathias, le sculpteur tourmenté
- Marie-France : la petite Colette Malingret
- Paul Frankeur : Milou, le bistrotier
- Georgius : Malingret, le maraîcher, le père de Colette
- Georgette Anys : Mme Malingret, la mère de Colette
- Raymone : Marguerite Hermenault, la femme de Jules
- Jean Bretonnière : le chanteur
- Edmond Ardisson : un camelot
- René Blancard : le professeur Bertelin
- Robert Moor : un examinateur
- Jacques Tarride : un journaliste
- Maurice Chevit : le guitariste
- Paul Mercey : un agent de police
- Pierre Destailles : Michel
- Marcelle Praince : Mme de Balthazar
- Jacques Clancy : Armand Mestre, ami d'enfance amoureux de Denise
- Robert Favart : Maximilien, le bel infirme
- Jane Morlet : la contrôleuse des vieillards
- René Génin : le cocher
- Nadine Basile : la stoppeuse
- Colette Régis : l'infirmière-chef
- Catherine Fonteney : la dame des Invalides
- Yvette Étiévant : le modèle de Mathias
- Serge Grave : un fils Hermenault
- Albert Plantier : un fils Hermenault
- Micheline Rolla : Mme Edmée
- Maryse Paillet : Mme Milou
- André Valmy : le docteur Lucien Evrard, ami de Georges
- Rivers-Cadet : Étienne Lambolle, « Bouboule », ouvrier, pêcheur
- Michel Rob : Pirate, le gamin gouailleur
- René-Louis Lafforgue : l'artiste-peintre
- Charles Vissières : le vieil homme
- Daniel Mendaille : un examinateur
- Jean Brunel : un examinateur
- Marcel Loche : un examinateur
- Michel Nastorg : un examinateur
- Jean Ozenne : le monsieur distingué
- Serge Nadaud : le bijoutier
- Guy Favières : le malade
- Wanny : Mado, la prostituée
- Henri Coutet : le délégué syndical
- Raymond Pélissier : un inspecteur
- Albert Malbert : le rémouleur
- Louis Florencie : le prêtre
- Yette Lucas : une cliente chez Malingret
- Fernand Blot : le boucher
- André Wasley : le tonnelier
- Henri Marchand : un journaliste
- Fulbert Janin : le peintre
- Nicolas Vogel : un ouvrier gréviste
- Marcelle Féry : la vendeuse de la loterie
- Dora Doll : la cliente du rémouleur (non créditée)
- Jean Clarieux
- Jean Sylvain
- Alex Allin
- Jean Berton
- Paul Bisciglia
- Robert Blome
- Lyne Carrel
- Yvonne Dany
- Guy Denancy
- Lucien Guervil
- Jean-Louis Le Goff
- Guy Mairesse
- René Marjac
- Ève Morlot
- Alain Stume
- Victor Tabournot
- Roger Vieuille
- Sacha Briquet : non crédité
- Guy Delorme : non crédité

## Extrait du dialogue
Mathias, le sculpteur fou, qui danse avec Mado au bal en croyant faire la rencontre romantique de sa vie, ne distinguant pas que c’est une prostituée :
— 
Mathias : Voilà ce qui me plaît en vous, c’est cette sorte de poésie brutale…
— 
Mado : Mais je suis pas brutale, j’en ai peut-être l’air mais je ne le suis pas, au contraire…
— Mathias : Vous voulez rester avec moi, ce soir ?
— 
Mado : Pourquoi pas, si vous y mettez le prix…
— 
Mathias (tombant des nues en réalisant qui elle est) : Ce qui me gêne, c’est pas tellement que vous fassiez ce métier, mais c’est la manière dont vous le faites, qui est ignoble !
— 
Mado : Non, mais dites-donc vous, c’est pas parce que vous êtes fauché qu’il faut engueuler le monde ! Il râle parce que je lui ai dit qu’il avait une mauvaise mine, mais si j’avais pas été polie, j’y aurais dit qu’il avait une sale gueule ! Non, mais tu te rends compte, j’y en foutrais, moi, de la poésie brutale !

## Thèmes et contexte
Le film foisonne d’idées et d’innovations. Montrant les multiples facettes de la capitale et recourant à une multitude d’expressions filmiques, Julien Duvivier provoque un flot d’images. Les commentaires écrits par Henri Jeanson et dits par François Périer en voix off servent de fil rouge en même temps que l'on entend tourner la roue du Destin avec le bruit de celui de la roulette des jeux de hasard. Ces chroniques urbaines, tantôt poétiques, humoristiques, lyriques, gouailleuses et acerbes, lient les multiples aspects de la Paris. Duvivier va du reportage artistique (Christian Dior, la haute couture, la mode) jusqu’au documentaire social et médical (l’occupation de l’usine par les ouvriers, la vie à l’Hôtel-Dieu) en passant par la narration fictive. En même temps, il utilise différents styles esthétiques : images lumineuses pour les scènes au Palais de Chaillot, aux Tuileries, sur la Seine et ses quais, grisaille pour les séquences ouvrières, clair-obscur pour les séquences nocturnes. Le film se déroule presque totalement en extérieur. Caméra au poing, le réalisateur déboule à toute vitesse en voiture écartant devant elle la circulation (fluide à l'époque) des rues pour rallier l’hôpital en temps record. Le film se passe dans divers quartiers : Champ-de-Mars, Chaillot, Mouffetard, Le Marais, les Champs-Élysées, le village (disparu) de Bercy, Quai de l'Oise, Rue de Joinville,Ménilmontant, les Invalides et Montmartre. Mademoiselle Perrier et ses chats  : Sylvie, incarnation de la solitude en pleine ville. Denise, provinciale naïve et romantique éperdue, subjuguée et finalement foudroyée par la fulgurance des beautés et des dangers de la Ville (Brigitte Auber). La fillette fugueuse et son petit copain hâbleur, vrai titi, copie conforme de Gavroche, partent à l’aventure sur la Seine suivant la thématique du Bateau ivre d’Arthur Rimbaud (poète qu'affectionnait Duvivier). Les deux gamins « voient », éblouis, avec leurs yeux innocents, les contrées invisibles et mystérieuses qui bordent le fleuve. Le cœur de l’ouvrier, symbole du cœur populaire de Paris (qui, selon Duvivier, doit survivre coûte que coûte) est amoureusement ramené à la vie par l’un des anges-gardiens de la capitale (le médecin Daniel Ivernel). La Seine, artère palpitante du corps de la Ville, draine vie (les enfants en canot) et mort (le cadavre dérivant). On plonge depuis les quais du Louvre, on pique-nique sur les quais rive gauche (le bistrotier Paul Frankeur et sa famille) où Duvivier filme sa séquence d’anthologie : le chanteur Jean Bretonnière entonne avec ferveur, pour la postérité, pour la résistance du peuple de Paris, l’immortelle chanson Sous le ciel de Paris . L’autre chanson du film est Cœur de Paris, interprétée de façon plus guindée par André Claveau, arrive en épilogue du film. Tout cela vient expliquer que c’est la chanson éponyme du film qui passera à la postérité et le film d’un réalisateur majeur du cinéma.

## Erreur de film
Sur l'auvent du café à l'enseigne «au bon coin» , à l'angle de la  Rue de Joinville et du Quai de l'Oise, on lit  «café liqeur»  au lieu de  «café liqueurs » 